# Alex Velea
Alexandru Ionuț Velea (n. 13 mai 1984), cunoscut profesional ca Alex Velea, este un cântăreț, vedetă de televiziune și compozitor de muzică pop și manele din România, câștigător al competiției Star Factory. În anul 2018, în perioada august - decembrie, Alex Velea a fost co-prezentatorul emisiunii "Acces direct", alături de Simona Gherghe.

## Biografie
S-a născut pe 13 mai 1984 în Craiova, România. Încă de mic și-a descoperit pasiunea pentru muzică, începând să cânte de la 9 ani, la 11 ani, devenind elev la Palatul Copiilor. La 16 ani începe să studieze canto clasic, timp de 4 ani. Este de etnie romă.

### Cariera muzicală

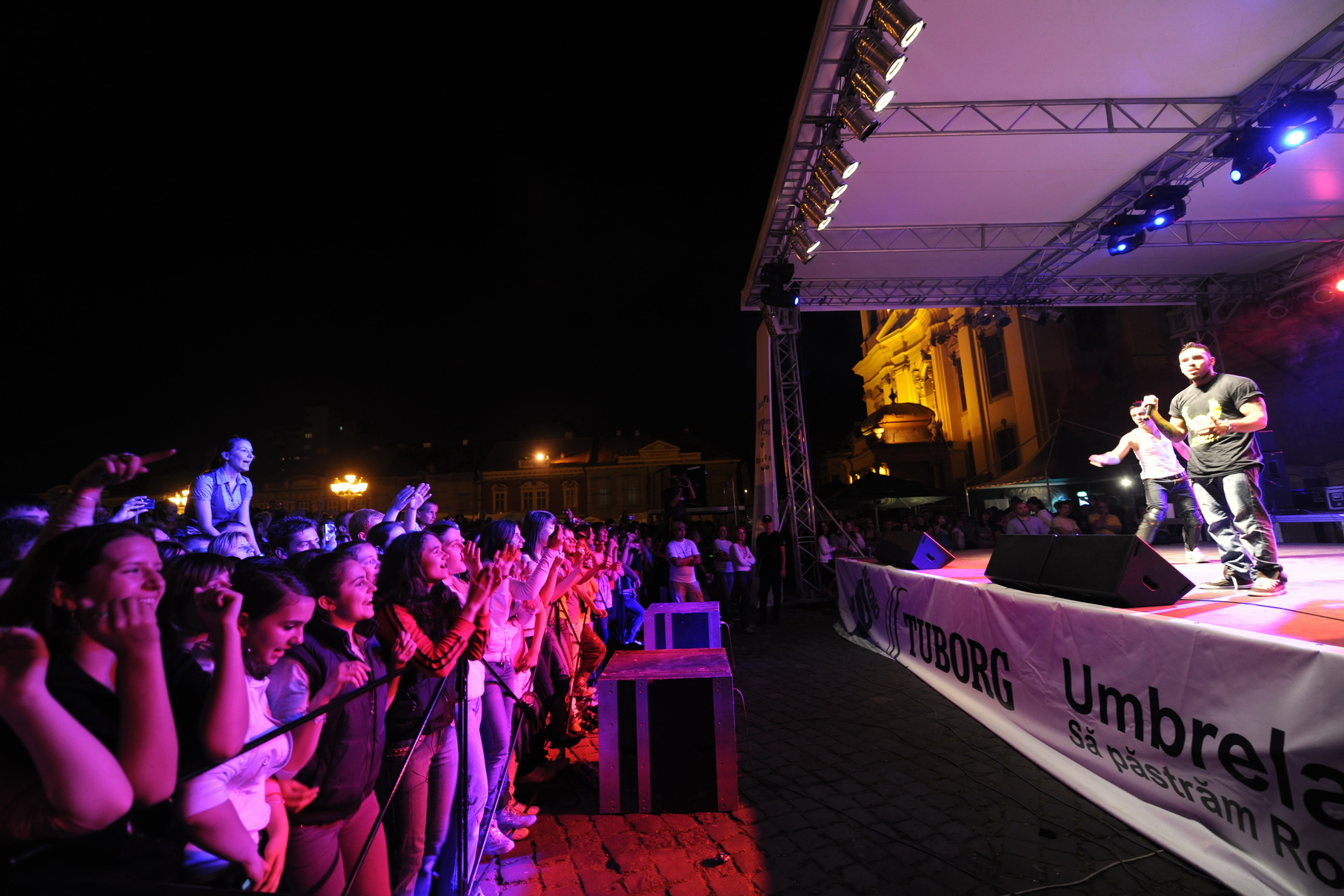
Alex Velea în concert

După ce a câștigat emisiunea-concurs Star Factory la sfârșitul anului 2003 și după participarea la Big brother, Alex a colaborat cu Anna Lesko la o melodie de pe ediția specială a albumului ei, Pentru tine. A urmat o colaborare cu Anda Adam pentru al doilea album solo al ei, Confidențial. Melodia, intitulată „Ce ți-aș face (Selecta)” s-a bucurat de un mare succes în România, fiind difuzat des pe posturile de muzică. Album său de debut, intitulat Yamasha a fost lansat în toamna anului 2006, și se vrea o declarație din partea lui Alex : „Piesele acestea mă descoperă în fața publicului... Ăsta sunt eu...Am încercat să pun pe note gânduri, sentimente, trăiri...'Yamasha' mă reprezintă.” Pentru acest album, Alex a colaborat cu Smiley, Puya, Marius Moga, Connect-R, Matteo și Don Baxter. De pe album au fost promovate patru piese: „Yamasha”, „Dragoste la prima vedere” (feat. Connect-R), „Când sunt cu tine” (feat. Mandinga) și „Doamna mea”. Yamasha i-a adus acestuia titlul de “Best show“, “Best male” și “Best new artist" la Romanian Music Awards.
În anul 2009, Alex a lansat piesele "Doar ea" și "Secret". Tot în 2009, Alex a intrat în echipa de producție a Radio Killer, sub numele de Crocodealer, unul dintre cei șapte killeri. În același an, Alex și-a făcut și debutul pe marile ecrane, în producția cinematografică “Un film Simplu”, unde a interpretat un rol negativ.
De asemenea a scos hitul anului 2010 "Don't say it's over", hit al cărui videoclip a avut o coregrafie ce a generat cel mai mare flashmob din România. Acesta a avut loc în Piața Constituției din București, în iunie 2010.
În 2011 a participat de asemenea la filmul "Nașa", în rolul lui "Spânu".
În septembrie 2011, Alex a lansat piesa "Whisper". 2012 este anul de revenire în forță pe scena muzicii românești. Alex a lansat la începutul lunii aprilie piesa "Când noaptea vine" care s-a bucurat de aprecierea publicului. În iunie 2012, pe scena de la Romanian Music Awards, acesta a lansat un nou hit, "Minim doi". Piesa a reușit să strângă în câteva zile milioane de vizualizări pe YouTube. Recent, Alex a lansat și videoclipul piesei, un clip filmat în cartierul bucureștean Ferentari. Tot în luna iunie 2012, a câștigat premiul pentru "Best Pop" în cadrul premiilor Romanian Music Awards.
În prezent, Alex lucrează la un nou concept de show. În 2013 a lansat melodiile „E Marfă Tare” și continuarea melodiei într-o colaborare cu Pacha Man „Aia E”.
În 2019, Alex Velea, împreună cu Lino Golden, Mario Fresh și Rashid, au înființat trupa Golden Gang, cu care au lansat în același an și primul album "10 din 10".

### Cooptarea într-un proiect de animație
Alex Velea acceptă provocarea propusă de Turner Broadcasting System pentru a fi vocea lui Wirt în serialul Dincolo de hotarul grădinii, difuzat pe canalul Cartoon Network din 6 aprilie 2015.
Artistul declară despre experiența de a fi pentru prima oară vocea unui personaj de desene animate:
|  | Este pentru prima dată când pun voce pe un personaj animat. A fost o provocare, pentru că nu am mai făcut niciodată asta. A trebuit să înțeleg foarte repede personajul și să mă transpun, să intru în pielea lui Wirt, să fiu natural și să nu las impresia că interpretarea e una forțată. Cei de la studioul cu care am înregistrat au multă experiență și multă răbdare și m-au ajutat. Cred că împreună am făcut o treabă foarte bună și dublajul a ieșit foarte bine. |

### Adoptarea de noi stiluri muzicale
În urma unei provocări primite în cantonamentul de creație de la Borșa, artistul a creat, în doar o oră, o manea cu versuri electrizante: „Gucci, Gucci, Balenciaga/ Îți iau haine de designer, dar te vreau în tanga”. Fiind surprins de reacția publicului și, ascultând solicitările fanilor, el lansează împreună cu Jador și Lino Golden varianta manea oficială a melodiei "Dau Moda". Aceasta a avut un succes imediat, ajungând în top trending pe Youtube.
Încurajați de succesul primei melodii, cei doi artiști, Alex Velea și Jador, lansează a doua melodie manea a lor, "Arde-mă Baby", care are succes instant și ajunge pe locul 1 in top trending pe Youtube, în mai puțin de o săptămână.

## Discografie

### Albume studio
- Yamasha (2006)

### Cântece promovate
- „Yamasha” (2006)
- „Dragoste la prima vedere” (feat. Connect-R) (2006)
- „Când sunt cu tine” (feat. Mandinga) (2006)
- „Dacă dragostea dispare” (feat. Connect-R) (2007)
- „Doamna mea” (2008)
- Jurnalul unei fete (2008)
- Perfect (2008)
- Îți mulțumesc (2008)
- „Doar ea” (2009)
- „Secret” (2009) (feat. Puya)
- „Don't Say It's Over” (2010)
- „One Shot” (2010)
- „Whisper” (2011)
- „Când noaptea vine” (2012)
- „Minim doi” (2012)
- "Fantezii" (feat. Cabron) (2013)
- ”E marfă tare” (2013)
- "Din vina ta" (2014)
- "Defectul tău sunt eu" (2014)
- "Tiki Taka" (2015)
- "Partea a doua (Din vina ta)" feat. Rashid (2015)
- "Ziua Mea" (2016)
- "Degeaba" (2016)
- "Dulce împăcare" (2016)
- Arde-mă baby (Alex Velea & Jador) (2020)

### Ca invitat
- "Nu mai am timp" (Anna Lesko) (2003)
- "Calul bălan" (Nicu Alifantis & Zan) (2005)
- "Ce ți-aș face (Selecta)" (Anda Adam) (2005)
- "Mai vrei" (La Familia feat. CIA) (2006)
- "Around the world" (Deepside Deejays feat. Grasu XXL) (2009)
- "Turnin'" (Grasu XXL) (2009)
- "Sus pe bar (DJ Grass Remix)" (Puya) (2010)
- "Convict" (Simplu) (2011)
- "You Give Me Love" (Ștefan Stan) (2011)
- "Maidanez" (Puya feat. Doddy, Posset & Mahia Beldo) (2012)
- Praf (Puya) (2013)
- "Aia e" (Pacha Man) (2013)
- "Alerg" (Rashid feat. Cabron) (2014)
- "Am rămas cu gândul la tine" (Mario Fresh) (2014)
- ”Hey Ma!” (Claydee feat. Alex Velea) (2014)
- "Suleyman (Boier Bibescu Remix)" (Jon Băiat Bun feat. Ruby & Rashid) (2014)
- "Izabela PART 2" (Golden Boy Society) (2015)
- "Antonio Banderas" (Lino) (2015)
- "Băiat Rău" (Jon Băiat Bun) (2015)
- "Băiat Bun" (Jon Băiat Bun feat. Don Baxter) (2015)
- "N-am Timp" (Karie feat. Puya) (2015)
- "Stare de show" (Boier Bibescu, Puya, John Băiat Bun, Rashid) (2015)
- "Iubirea mea" (Antonia) (2017)
- ”Bună Rău” (Lino Golden) (2017)
- ”Seara Ca În Jamaica” (Rashid feat. Alex Velea, Matteo & Shift) (2017)
- A Meritat (Rashid feat. Alex Velea, Byga & Foreign Boys) (2018)
- Dau Moda (Jador & Lino Golden) (2020)
- Dau În Ei Ca-n Aparate (Dani Mocanu) (2023)

## Filmografie
- Zăpadă, Ceai și Dragoste (2020)

### Dublaj
- Dincolo de hotarul grădinii (2015)